# MU Водолея
MU Водолея (лат. MU Aquarii) — двойная затменная переменная звезда типа W Большой Медведицы (EW) в созвездии Водолея на расстоянии приблизительно 437 световых лет (около 134 парсеков) от Солнца. Видимая звёздная величина звезды — от +11,63m до +11,11m. Орбитальный период — около 0,2722 суток (6,5333 часов).

## Характеристики
Первый компонент — жёлто-оранжевая звезда спектрального класса K-G. Эффективная температура — около 4999 К.